# Benjamín Martínez
Benjamín Martínez Martínez (ur. 23 sierpnia 1987 w Terrassa) – hiszpański piłkarz występujący na pozycji napastnika w Hércules CF.